# Aumühle
Aumühle es un municipio situado en el distrito de Ducado de Lauenburgo, en el estado federado de Schleswig-Holstein (Alemania), con una población a finales de 2016 de unos 3133 habitantes.
Se encuentra ubicado al sur del estado, cerca de las fronteras con los estados de Baja Sajonia y Mecklemburgo-Pomerania Occidental y del canal Elba-Lübeck.